# Organisation zur Verwirklichung gemeinsamer Musikkonzepte
Organisation zur Verwirklichung gemeinsamer Musikkonzepte, kurz Organisation, war eine deutsche experimentelle Krautrock-Gruppe. Aus ihr entwickelte sich die Band Kraftwerk.

## Geschichte
Gegründet wurde Organisation 1968 von zwei Studenten der Robert Schumann Hochschule Düsseldorf, Ralf Hütter und Florian Schneider-Esleben, zusammen mit Basil Hammoudi, Butch Hauf und Alfred Mönicks. Auch Paul Lorenz, Peter Martini und Charly Weiss haben sporadisch mit der Gruppe zusammengearbeitet.
Am Anfang spielte die Gruppe improvisierte Lieder in Kunstgalerien und Universitäten. In einem vom WDR veröffentlichten Video sieht man die Gruppe, als sie das Lied Ruckzuck spielt: dieses Lied wird später für das erste Album von Kraftwerk, dem gleichnamigen Kraftwerk, das im November 1970 erschien, aufgenommen. Der Auftritt wurde am 25. April 1970 in der Essener Grugahalle aufgenommen im Rahmen des „Essener Pop und Blues Festivals“ und es war der letzte Auftritt der Gruppe unter dem Namen Organisation.
Das erste und einzige Album, Tone Float, wurde von Konrad „Conny“ Plank produziert und erschien im August 1970 im Vereinigten Königreich auf RCA Victor-Label. Das Album war aber in Deutschland nur als Import-Platte zu erhalten, was zum geringen Erfolg von Tone Float  beitrug. Im Laufe des Jahres entschied RCA, die Gruppe nicht mehr zu produzieren: Ralf Hütter und Florian Schneider-Esleben (später: Florian Schneider) verließen die Gruppe, um Kraftwerk zu gründen. Kurz danach löste sich Organisation auf, Basil Hammoudi, Butch Hauf und Fred Mönicks kehrten zur Universität zurück.
In einem Interview Mitte der 1990er Jahre erklärte Fred Mönicks, dass die fünf Jungen schon kurz nach Tone Floats angefangen hatten, als „Kraftwerk“ zu spielen, aber RCA forderte sie auf, einen Namen zu wählen, der besser für den englischen Markt geeignet sei und aus diesem Grund wurde der Name Organisation gewählt. Später arbeiteten Basil Hammoudi und der ehemalige Kraftwerk-Schlagzeuger Andreas Hohmann mit der Jazz-Rock-Band Ibliss zusammen.

## Diskografie
Studioalben
- 1970: Tone Float (RCA Victor; August 1970)